# Modulação em Banda Lateral Superior ou Inferior
O processo de Modulação em Banda Lateral Superior ou Inferior, também conhecido pelas denominações inglesas SSB (Single Side Band), LSB (Lower Side Band) e USB (Upper Side Band) é um processo muito difundido nas telecomunicações.
Este processo foi o principal meio de comunicação radiotelefônica antes do advento dos satélites de comunicação.
Um transmissor SSB de 100 Watts é equivalente, em potência, ao convencional de 600 Watts em AM (Amplitude Modulada).

## Vantagens
As vantagens do sistema de Modulação em Banda Lateral  sobre o sistema AM podem se resumir as seguintes:
- Melhor aproveitamento da potência;
- Menor ocupação do espectro de frequência;
- Melhor relação sinal/ruído; e
- Diminuição do fading.

O fading é aquele fenômeno que ocorre nas rádios AM em que o sinal da emissora vai e volta.